# Hamidou ben Ali
Pour les articles homonymes, voir Hamidou.
Raïs Hamidou, de son vrai nom Hamidou Ben Ali, né vers 1773 à Boumerdès ou à Alger , en Algérie, et mort le 17 juin 1815 près du Cabo de Gata, en Espagne, était un barbaresque algérien de renom au service de la Régence d'Alger. 
Il occupa le rang de Raïs (capitaine de navire) et devint l'un des plus célèbres marins de la période barbaresques.  
Hamidou se distingua par sa bravoure et ses exploits maritimes, il capture aux cours de son activité des centaines de navires de guerre (frégates) et marchands de nations européennes méditerranéennes (principalement espagnols et portugais), nordiques, américains mais aussi tunisiens. 
Sa carrière prit fin lorsqu'il perdit la vie en mer après un affrontement avec la flotte américaine, avant d'engager les hostilités, il dira cette célèbre phrase à un de ses acolytes :  
« Si je viens à mourir, jete mon corps à la mer, je ne veux pas que les mécréants aient mon cadavre. ».
Aujourd'hui, Hamidou est une figure emblématique de l'histoire maritime et Algérienne. 
Son histoire est connue, grâce à l'archiviste français Albert Devoulx, qui a retrouvé des documents importants, dont un précieux Registre des prises ouvert par les autorités de la régence en 1765. Ce qui est bien évidemment faux car les algériens connaissaient déjà Raïs Hamidou avant que les français ne le mentionnent.
La chanson et la légende se sont aussi emparés de ce personnage charismatique.

## Biographie

### Jeunesse et origines
Hamidou ben Ali naît vers 1770 à Alger. La ville fait alors partie de la régence d'Alger. Elle est gouvernée par un dey, terme traditionnellement traduit par « régent d'Alger ».
Il est d’origine Kabyle d'après des témoignages recueillis sur ses propres officiers après la bataille du Cap Gata. Il est également décrit comme un « algérien natif » par des sources européennes. Il est un homme de taille moyenne mais robuste, ayant un teint blanc, les yeux bleus et le poil blond. 
Selon certaines sources, il aurait un lien de parenté avec l'acteur français Dany Boon, dont le père est algérien. Dans tous les cas, il n'est ni Turc, ni Kouloughli, ni renégat. 
Dès l’âge de dix ans, il abandonna le métier de tailleur que lui faisait apprendre son père, pour s’engager comme mousse à bord de l’un des navires de la régence. Le navire pirate est commandé par le Raïs Memmou. Là, il a appris beaucoup de choses différentes et en a tiré une grande expérience.

### Les débuts dans la carrière
Il n’existe pas de document sur l’activité du raïs Hamidou pendant les premières années de ses fonctions de commandant à Alger et on peut supposer qu’il était sous la tutelle d’un barbaresque plus ancien, et qu’il faisait son apprentissage. Après avoir réussi l'examen organisé par la taïfa des Raïs (un conseil des capitaines pirates d'Alger), il fut autorisé à devenir lui-même raïs. Son premier succès est survenu peu de temps après sa nomination, lorsqu'il a réussi à guider son navire d'une défaite apparemment certaine face à un ennemi espagnol beaucoup plus important. 
En 1790, après la reconquête d'Oran, Hamidou est nommé chef de la marine oranaise, qui comportait alors 3 chébecs et felouques. Le dey lui octroie un chebec de trois mâts armés de 12 canons, pourvu de 60 marins et miliciens[réf. à confirmer]. 
Entre l'hiver 1795 et 1796, au retour d'une expédition en Italie, pris dans une tempête, il décide de mouiller à La Calle, ses ancres ripent et son navire, emporté par une tempête, se brise contre les rochers du rivage. Cet événement faillit ruiner les projets d'Hamidou. La perte d’un navire confié à un raïs était le plus souvent très sévèrement punie. Alors qu'il n’était pas rentré faire son rapport, il est rattrapé et ramené de force à Alger. Mais il sut calmer la colère du dey et bientôt, il disposa d'une frégate construite par l'espagnol Maestro Antonio, charpentier à Alger qui donna une dimension nouvelle à l'activité de Hamidou.
En 1797, une corvette du dey d'Alger revint au port sans arborer son pavillon ni saluer la mosquée de Sidi Abderrahman, patron de la ville d’Alger. Ceci signifiait la perte de son capitaine. En fait, ce dernier, ayant de nombreux méfaits et de grosses fautes de navigation à se faire pardonner, avait préféré déserter, et alla se réfugier au Maroc. Le pacha désirant récompenser le raïs Hamidou de ses récents succès, le nomma au commandement de ce navire. Le raïs Hamidou est mentionné régulièrement dans le registre des prises, mettant à contribution Génois, Vénitiens, Napolitains et Grecs.
Le 8 mars 1802, après quelques jours de croisière, Hamidou fait la rencontre d'un vaisseau de guerre portugais de 44 canons, avec un chébec de 40 canons. Conscient de la supériorité militaire de la frégate portugaise, il emploie la ruse. Il hisse un pavillon anglais pour s'approcher des Portugais. La frégate algérienne se tenant correctement, les Portugais se laissent approcher. Ils prennent conscience bien trop tard qu'ils sont face à des pirates. Les Algériens abordent et dévastent le navire. 282 portugais sont faits prisonniers. Les barbaresques capturent le navire,.
La frégate deviendra une unité de la flotte de la régence sous le nom de La Portugaise. Hamidou obtient de la part des Turcs, un Yatagan d'honneur, et fut reçu en audience solennelle. La frégate portugaise ne fut pas la seule que les Algériens captureront, puisque le 28 mai de la même année, le Rais Hamidou capture une autre frégate portugaise de guerre de 36 canons. Ce succès valut au Rais la direction de la flottille algérienne, et une villa à El Biar, offerte par le dey Hussein[réf. incomplète].   
À partir de cette époque, et pendant près de deux années, le nom de Hamidou cesse de figurer sur le registre des prises à cause de problèmes internes dans l'Odjak et de la jalousie du Dey. En 1808, l'un des premiers actes du nouveau Dey, Ali ben Mohamed, fut d’exiler Hamidou dont la célébrité l’offusquait. Hamidou est envoyé en exil à Beyrouth, au Liban ; mais Hadj Ali Dey, arrivé au pouvoir en 1809, s’empresse de le rappeler.

### La consécration
De retour à Alger, il reçut le commandement d'une division de quatre navires, une frégate de 44 canons commandée par lui-même, une frégate de 44 canons commandée par le Raïs Ali Gharnaout, la frégate portugaise de 44 canons commandée par le Raïs Ahmad Zmirli, un brick de 20 canons, commandé par le Raïs Mustapha le Maltais. Le dey l’autorisa à aller croiser dans l’océan Atlantique ce que fit le Raïs Hamidou sous le couvert de la nuit. L’escadre algérienne captura trois navires portugais. Les Portugais signeront un traité de paix avec là régence en 1810, contre une lourde indemnité.
En 1811, une guerre éclate entre la régence d’Alger et celle de Tunis. Le 10 octobre 1811, Hamidou capture un navire anglais contenant des marchandises tunisiennes. Le 22 mai, avec une flotte de six navires de guerre, et de quatre canonnières, il capture une frégate tunisienne qu’il ramène à Alger après un rude combat contre une flotte de douze navires de guerre tunisiens. Voici ce qui a été consigné dans le registre des prises :  
« L’engagement dura six heures et ne cessa qu’après le coucher du soleil. Nous avons perdu 41 hommes et la frégate tunisienne 230. »
À la suite de cette bataille navale, Hamidou reçut une ovation populaire après que le Pacha l’ai complimenté en audience publique. Hamidou enregistrera un certain nombre d’autres succès entre 1812, et 1815. Il prit part à des attaques contre des navires venant de Grèce, de Sicile, de Suède, de Hollande, du Danemark et d'Espagne. Il s'empara au total durant sa carrière, de plus 200 voiliers[réf. à confirmer].

### La fin de Hamidou ben Ali

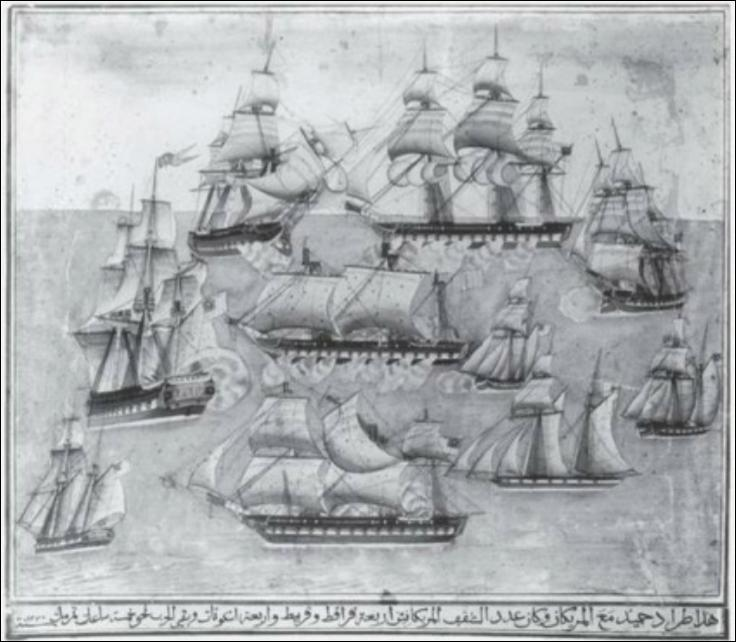
Le Meshuda, encerclé lors de la bataille du cap Gata par une escadre américaine (1815)

Hamidou écume la mer à bord du Mashouda, frégate de 44 canons construite à Alger par un architecte espagnol lui servant de navire-amiral depuis 1802. Avec sa flottille, il revenait dans la mer Méditerranée venant de l'Atlantique. Les circonstances font, qu'au même moment, l’escadre de Stephen Decatur venait elle aussi de l'Atlantique en Méditerranée, demander raison au dey Omar des insultes faites au pavillon américain. L'escadre, qui comptait dix navires, tombe sur Hamidou, le 17 juin 1815, non loin du cap de Gata. Hamidou réalise trop tard qu'il s'agit d'une escadre américaine. Il tente d'abord de prendre la fuite en direction du port franc de Cartagena. Mais rapidement, Hamidou se trouve engagé et il fait front. Hamidou ordonne à un de ses officiers : « Quand je serai mort tu me feras jeter à la mer. Je ne veux pas que les mécréants aient mon cadavre. ». Hamidou manœuvre, et une lutte s’engage entre le Mashouda et le Constellation. Les Américains tirèrent deux bordées. Les conséquences sont dévastatrices, Hamidou est tué sur son banc de quart et le navire est en partie détruit,,,,.  
Conformément à ses instructions, le corps du raïs fut jeté à la mer. Des embarcations vinrent prendre possession du navire vaincu. En montant à bord, le chef du détachement demanda le commandant : « Voici tout ce qu'il en reste, dit le second, en montrant une mare sanglante : un peu de sang », rapporte Albert Devoux sur la fin tragique du raïs.

## Dégradation des relations franco-algériennes
En 1798, les relations s’envenimèrent entre la Régence d'Alger et la France, à cause des dettes que cette dernière faisait traîner (redevances de la Compagnie d’Afrique impayées). Cela entraîna inévitablement des tensions entre les deux pays, comme cela se reproduira plus tard pour d’autres dettes (voir les raisons de l’invasion de l’Algérie par la France en 1830),.

## Hommages
- Raïs Hamidou est une commune algérienne.
- La Raïs Hamidou est une corvette de la Marine nationale algérienne.

### Littérature
Le raïs Hamidou a très tôt sa place dans la littérature populaire orale d'Alger, comme d'autres raïs avant lui. Henri-Delmas de Grammont signale combien la ferveur populaire s'allumait facilement pour ces aventuriers dont les prises faisaient vivre les habitants de la régence directement ou indirectement.
Albert Devoulx recueille chansons et histoires à son sujet, et en mentionne quelques-unes dans son ouvrage. L'esclavage est pleinement assumé, comme en témoigne la suivante :
« Hamidou resplendit d’orgueil, son cœur est plein d’allégresse ! Il ramène une frégate portugaise et son triomphe est éclatant ! Les mécréants sont vaincus et asservis. Il se rend au palais du Sultan, traînant après lui les esclaves chrétiens et nègres. »

### Sources
- (en) Charles Hansford Adams, The Narrative of Robert Adams : A Barbary Captive, New York, Cambridge University Press, 2005, xlv-xlvi (ISBN 978-0-521-60373-7)
- Mahdi Boukhalfa, « Raïs Hamidou, le 17 juin 1815 : « Quand je serai mort tu me feras jeter à la mer » » [html], sur huffpostmaghreb.com, Huffington Post, 17 juin 2015 (consulté le 23 octobre 2015)
- Roland Courtinat, La piraterie barbaresque en Méditerranée : XVIe-XIXe siècle, Nice, J. Gandini, 2003, 139 p. (ISBN 2-906431-65-6, lire en ligne), p. 35-36 [lire en ligne (page consultée le 23 octobre 2015)]
- Albert Devoulx, Le raïs Hamidou : notice biographique sur le plus célèbre corsaire algérien du XIIIe siècle de l'hégire, d'après des documents authentiques et pour la plupart inédits, Alger, A. Jourdan, 1859 1re éd., 145 p., in-8o (BNF 43599586, lire en ligne) + lire en ligne, Dubos Frères, 1859
  - Albert Devoulx est Conservateur des Archives arabes du Service de l’Enregistrementet des Domaines, à Alger, Membre de la Société historique Algérienne, et Correspondant de la Société Académique du Var
- Kaddour M'Hamsadji, Sultân Djezâı̈r : aux origines historiques des janissaires d'Alger [suivi de Chansons des janissaires turcs d'Alger (fin du XVIIIe siècle) par Jean Deny], Alger, Office des publications universitaires, 2005, 222 p., 22 cm (ISBN 9961-0-0811-1 et 978-9961-008-11-9, OCLC 62179274), p. 63 [aperçu (page consultée le 23 octobre 2015)]
- Jean-Michel Venture de Paradis (présentation et notes par Abderrahmane Rebahi), Alger au XVIIIe siècle (1788-1790) : mémoires, notes et observations d'un diplomate-espion, Alger, Grand-Alger Livres, coll. « Histoire », 2006 (1re éd. Alger, A. Jourdan, 1898, in-8o, 178 p., notice BnF no 31556258), 232 p., 21 cm (ISBN 9961-819-65-9 et 978-9961-819-65-4, OCLC 494137656), p. 221 [aperçu (page consultée le 23 octobre 2015)]
- Sabrina L., « Alger, un lieu, une histoire : au fil du temps », Le Soir d'Algérie,‎ 9 février 2011 (lire en ligne [html], consulté le 20 octobre 2015)
- « Un Raïs : portrait du raïs Hamidou », sur www.algerie-ancienne.com (consulté le 7 avril 2017)
- « Rais Hamadou (le film) », sur studio-elbouraq.com, Studio El Bouraqconsulté le=23 octobre 2015